# Estilo Português Suave

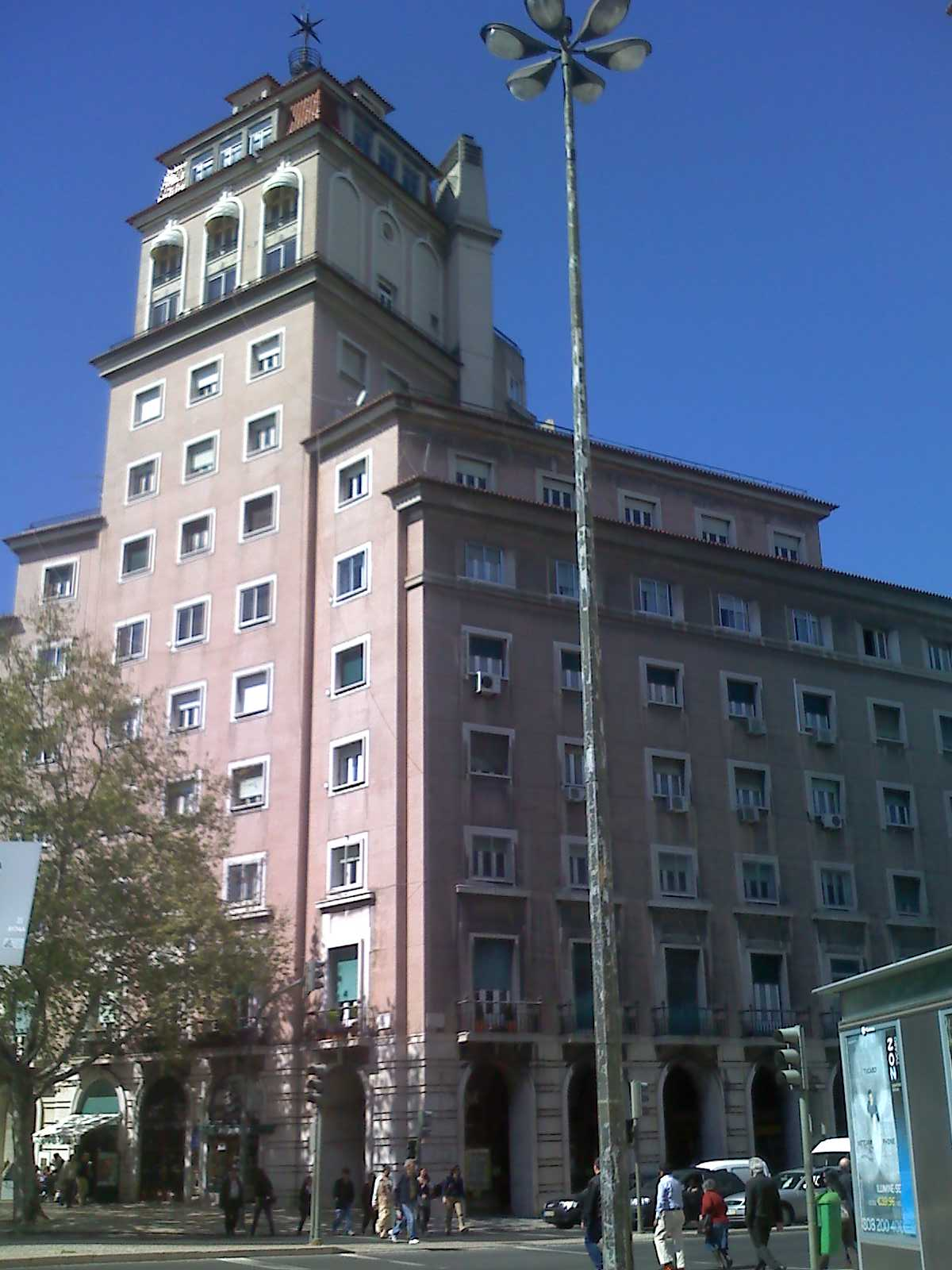
Torre da Praça do Areeiro em Lisboa.

Português suave (também chamado estilo nacionalista, estilo tradicionalista ou estilo Estado Novo) é um termo pejorativo usado para designar a arquitetura portuguesa de caráter nacionalista e neotradicionalista promovida pelo Estado Novo, sobretudo durante as décadas de 1930 a 1950.

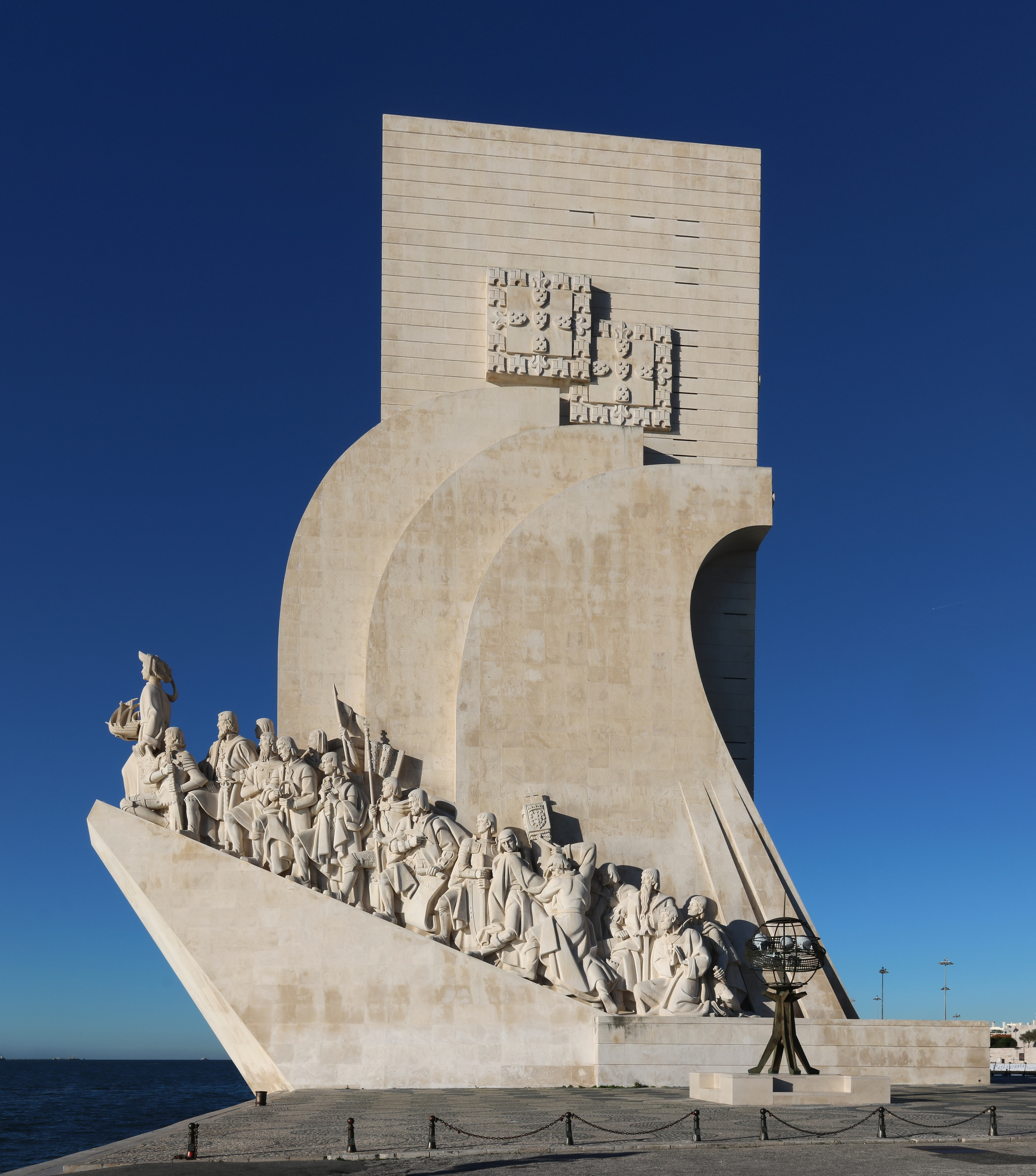
Padrão dos Descobrimentos em Belém, Lisboa. Inaugurado durante a Exposição do Mundo Português

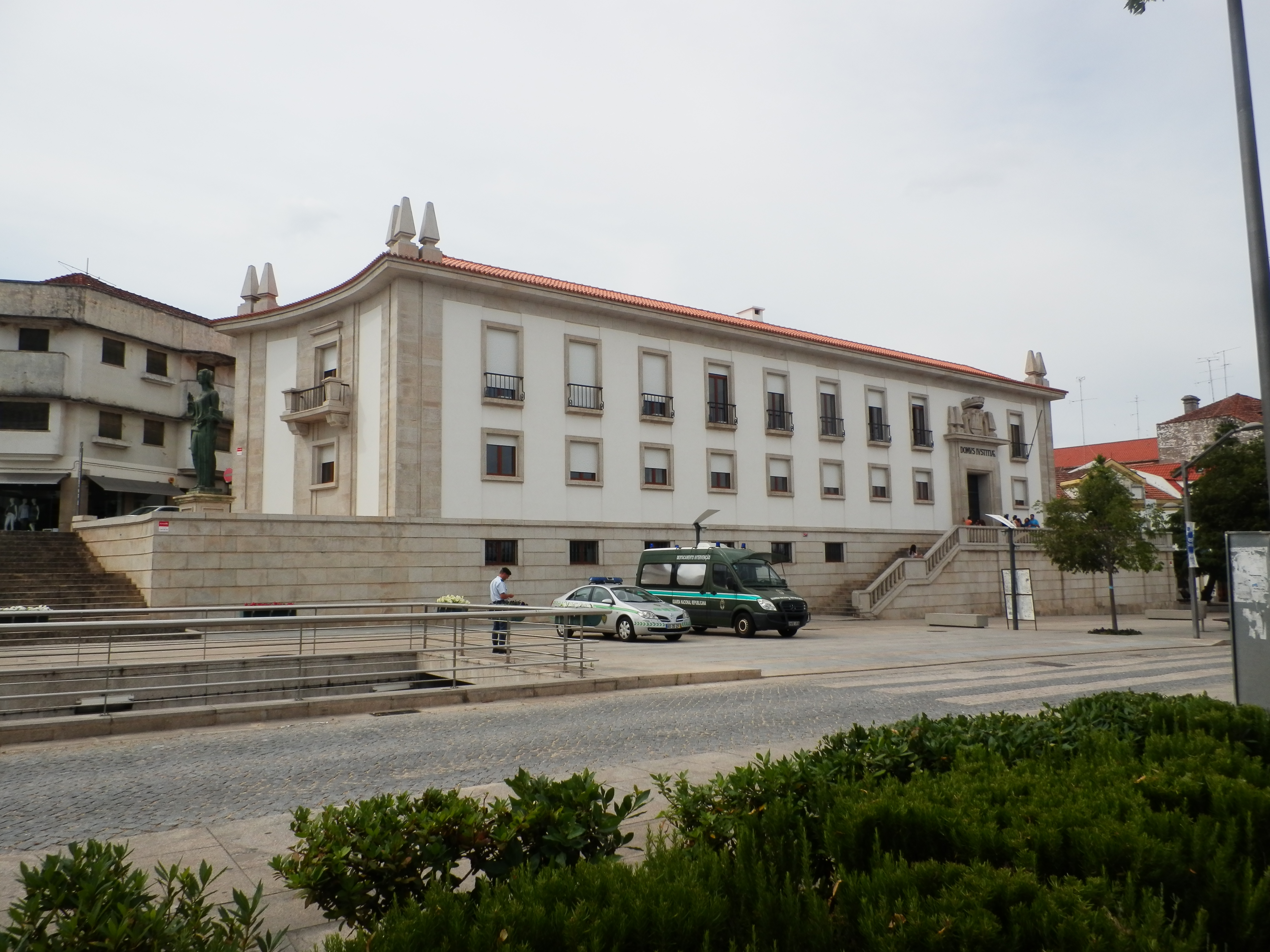
Palácio de Justiça de Castelo Branco

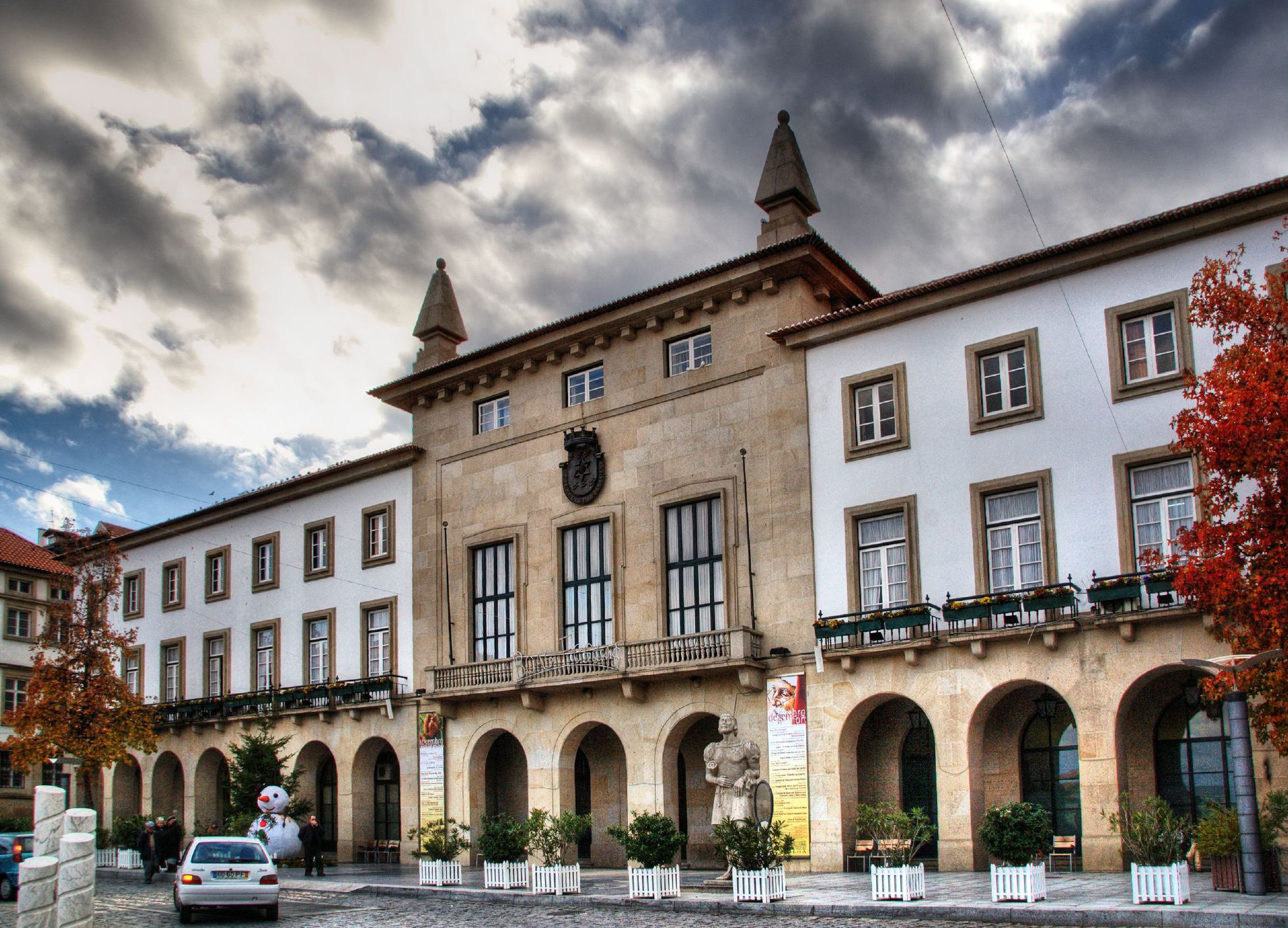
Câmara Municipal da Covilhã

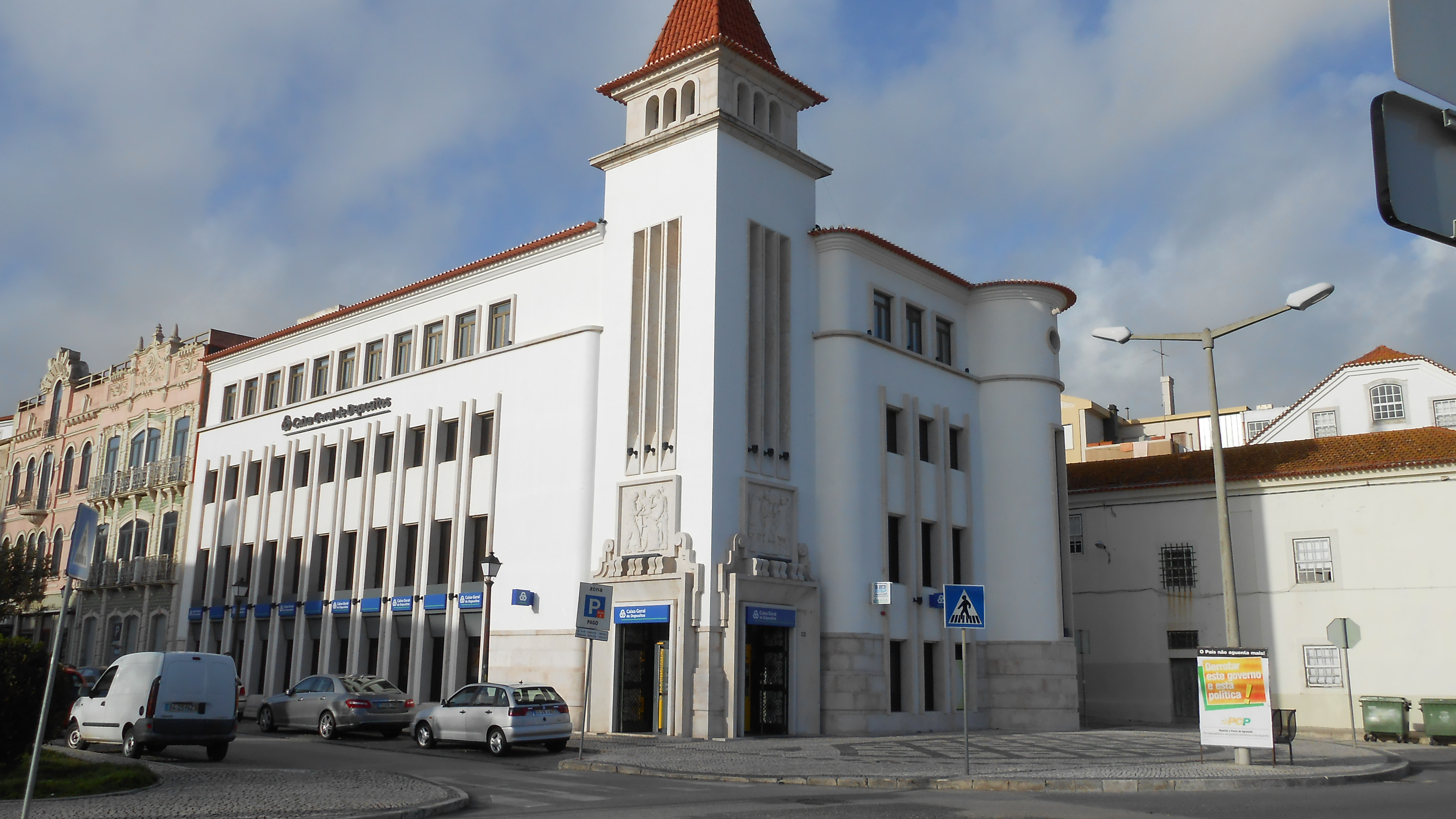
Edificio bancário na Figueira da Foz

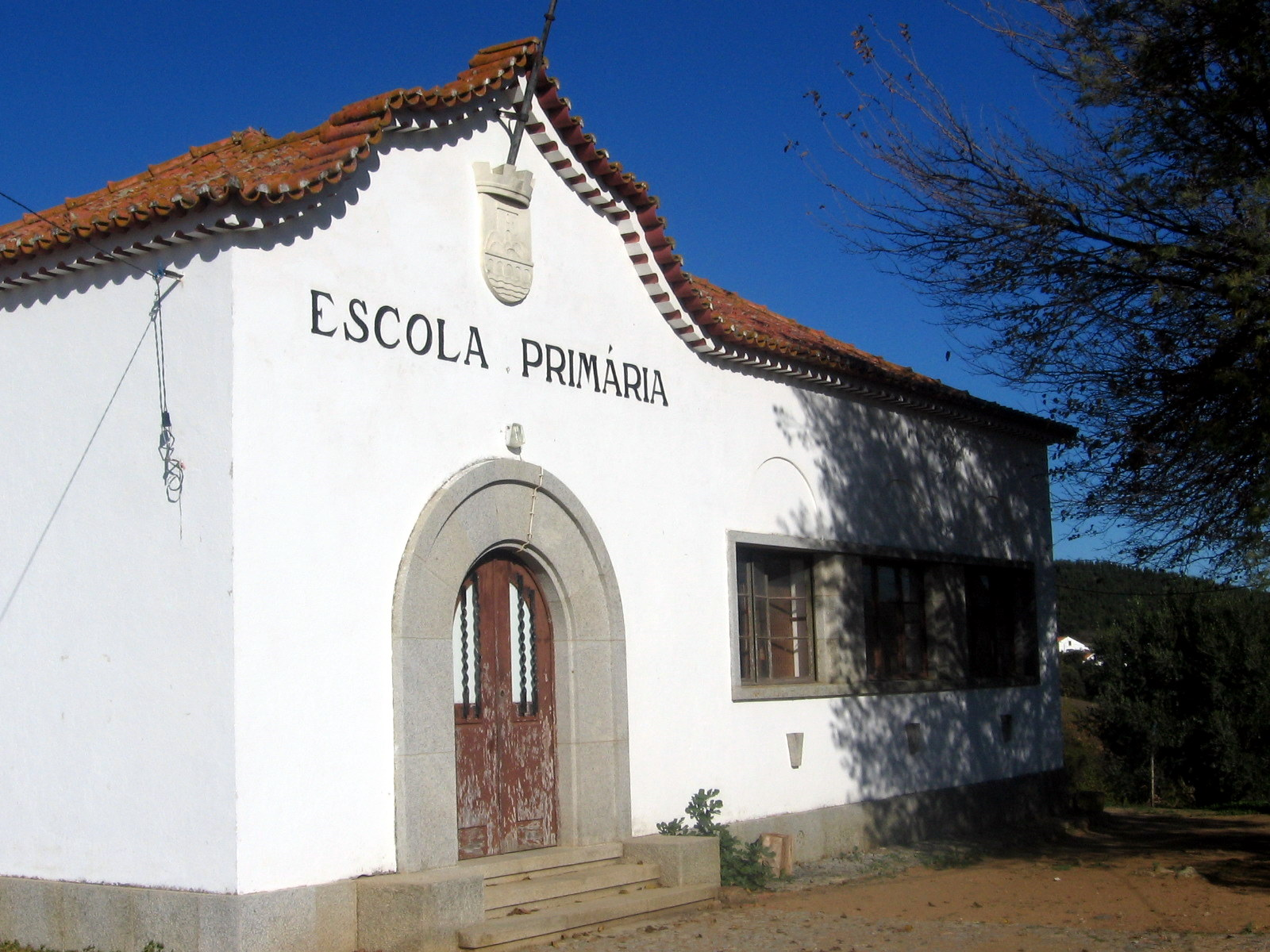
Escola Primária, São Brissos, Santiago do Escoural, Montemor-o-Novo

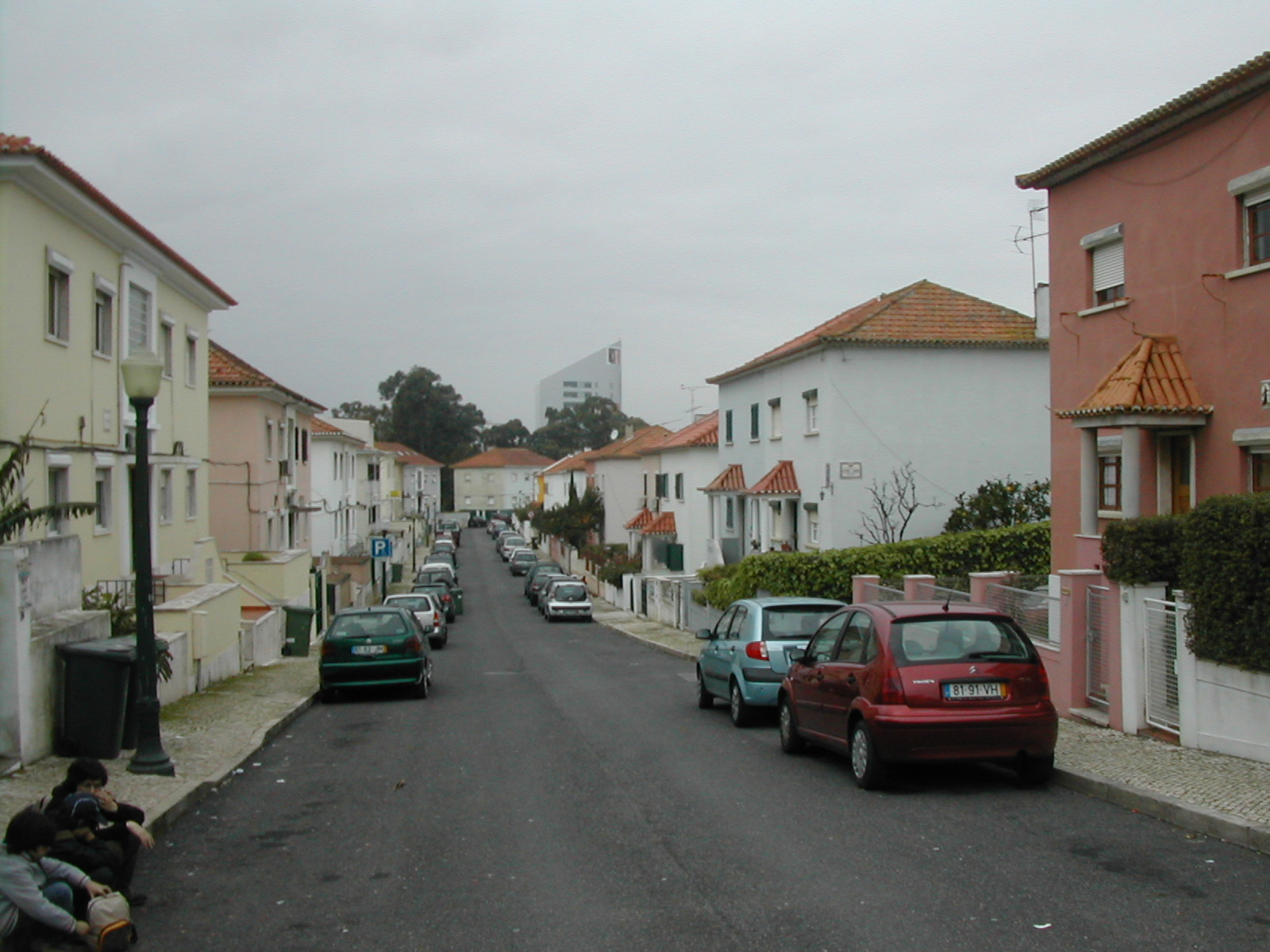
Vivendas sociais no Bairro de Caselas, Lisboa

Descrita como umas das artes mais instrumentalizadas pelo regime, é possível, de acordo com alguns autores, analisar a arquitetura da época por via de três gerações de arquitetos: uma primeira, nos anos 30, marcada pela afirmação de arquitetos junto da campanha de obras públicas promovida pelo regime; uma segunda, que se afirma no pós-Segunda Guerra Mundial, como uma geração politizada para a qual a visão de uma arquitetura moderna não se dissocia da visão de uma sociedade progressista; finalmente, uma terceira geração, cujo caminho se abre após a divulgação, em 1961, do «Inquérito à Arquitetura Portuguesa» e que marca a reconciliação com o lugar e a tradição.
As três gerações são, no entanto, todas elas passíveis de enquadrar no fenómeno multiforme do modernismo — com introdução de inovações como o betão e as paredes de vidro. A arquitetura do Estado Novo integrou uma estratégia de renovação da sociedade portuguesa, convergente com uma expressão ideológica que resultasse num “homem novo” — uma expressão de modernidade. Para o posicionamento conceptual da cultura arquitetónica do Estado Novo, não se ignora, tão-pouco, que a expressão moderna pode ainda resultar da actualização de conhecimentos e práticas já consolidadas, da consideração da disciplina no caso da arquitetura como um ofício do passado e história — a via da tradição em oposição á via das vanguardas.
A arquitetura do Estado Novo é dialogante com uma conjuntura de planeamento urbano. “O regime trabalha com dois urbanistas — Agache e De Gröer. Exaltou a ideia de que Portugal era um país constituído por um povo pacífico, como se dizia à época de “brandos costumes” e de carácter suave, resignado ao seu fado, pobre mas honrado e orgulhoso do seu passado histórico.

## Contexto histórico
O final do século XIX e início do século XX foram tempos muito conturbados em Portugal; no plano da política interna, a monarquia perdia o seu poder, enquanto que na política externa o Ultimato Inglês fragilizava o regime. A economia estava estagnada. A cultura era largamente afectada pelos aspectos anteriores ficando dependente das influências do estrangeiro.

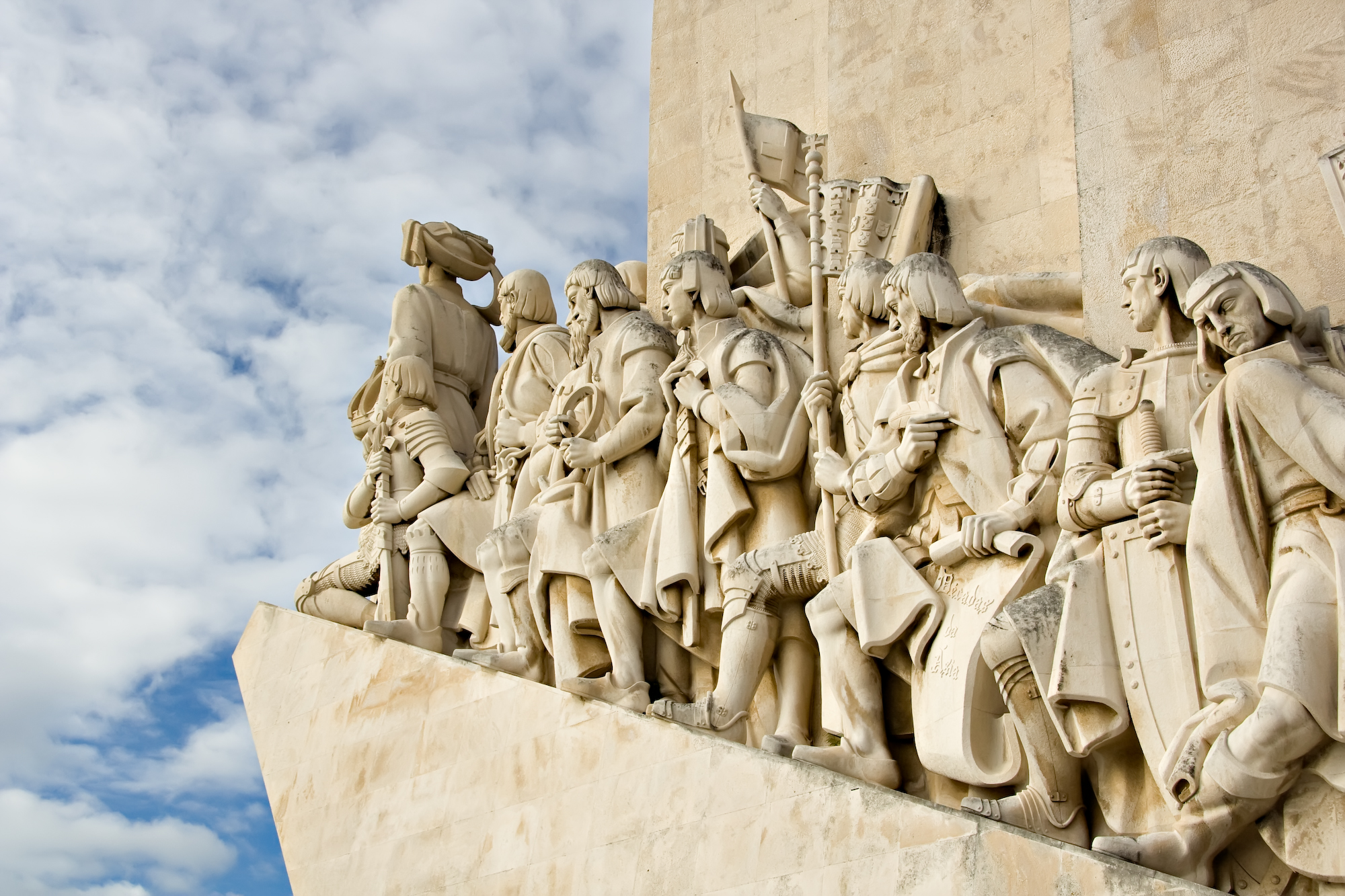
Padrão dos Descobrimentos, em Lisboa, uma obra do Estado Novo.

Esta instabilidade resultou numa revolução que ditou o fim de quase oito séculos de monarquia, instaurando-se assim a República em 1910. Porém, o clima político-económico nacional não teve alterações significativas.
Após sucessivas revoluções, em 1926, o golpe militar encabeçado por Gomes da Costa trouxe uma certa estabilidade. Acabou a I República e iniciou-se um período de ditadura militar de cariz nacionalista e antiparlamentar. Foi nessa altura, numa tentativa de estabilizar e dinamizar a economia, que foi chamado o então professor de Direito, António de Oliveira Salazar, para o lugar de ministro das Finanças. Daí em diante, o país tomou um novo rumo, fechando-se para o Mundo.
Em 1932, Salazar chegou ao cargo de Presidente do Conselho de Ministros (equivalente ao actual Primeiro-Ministro). No ano seguinte foi elaborada uma nova Constituição que deu origem ao Estado Novo. Os ideais defendidos apoiavam-se na filosofia política de outros regimes europeus do género, tais como a Alemanha nazi de Hitler, ou a Itália fascista de Mussolini. Tais ideologias apoiavam-se em quatro noções elementares: autoritarismo, conservadorismo, nacionalismo e corporativismo, sendo que a última era a mais relevante para Salazar.
Estes ideais políticos afectaram rapidamente todos os aspectos da vida em Portugal; tanto a política, como também a economia e a cultura sofreram as limitações que eram impostas pelo regime. Relativamente à cultura, existiu uma enorme repressão de ideias mais liberais vindas do estrangeiro. A produção artística estagnou de certa forma, salvo alguns trabalhos feitos sob o olhar atento da censura. Alguns homens do Governo, tais como Duarte Pacheco ou António Ferro, não deixaram que a produção artística nacional ficasse na completa obscuridade.

## Influências e ideologias

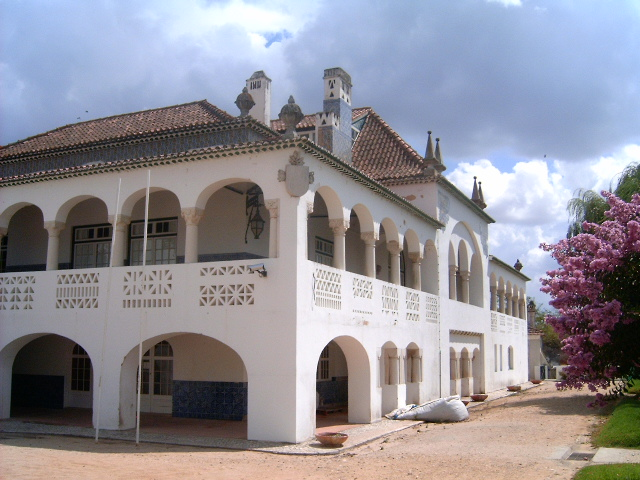
Casa dos Patudos de Raul Lino, construída em 1905.

O Estilo Português Suave surgiu de uma corrente de arquitectos que, já desde o início do século XX, procurava criar uma arquitectura "genuinamente portuguesa". Um dos mentores desta corrente era o arquitecto Raul Lino, teorizador da casa portuguesa. O resultado desta corrente foi a criação de um estilo de arquitectura que utilizava as características modernistas da engenharia, disfarçadas por uma mistura de elementos estéticos exteriores retirados da arquitectura portuguesa dos séculos XVII e XVIII e das casas tradicionais das várias regiões de Portugal.
O Estado Novo, regime político liderado por Oliveira Salazar, saído da revolução de 1926, iniciou uma política de obras públicas em larga escala, a partir de meados da década de 1930. Inicialmente, nos novos edifícios públicos construídos, prevaleceu o estilo modernista, com elementos monumentalizantes da art déco, como foram os casos do Instituto Superior Técnico, do Instituto Nacional de Estatística e do Liceu Nacional de Beja.
No entanto, sobretudo a partir da Exposição do Mundo Português em 1940, cujo arquitecto-chefe foi José Cottinelli Telmo, começou-se a privilegiar o Estilo Nacionalista nas novas construções públicas. Este estilo foi usado em todos os tipos de edificações, desde as pequenas escolas primárias rurais até às grandes escolas secundárias e superiores, passando por quartéis militares, tribunais, hospitais, câmaras municipais, etc. Além de Portugal, este estilo foi também largamente utilizado em edifícios públicos dos territórios ultramarinos portugueses da África, Ásia e Oceânia. O estilo alcançou também grande popularidade no sector privado, sendo também utilizado em todos os tipos de edifícios desse meio, desde as casas unifamiliares até aos prédios de apartamentos, passando por edifícios de escritórios, de comércio e até de indústria.

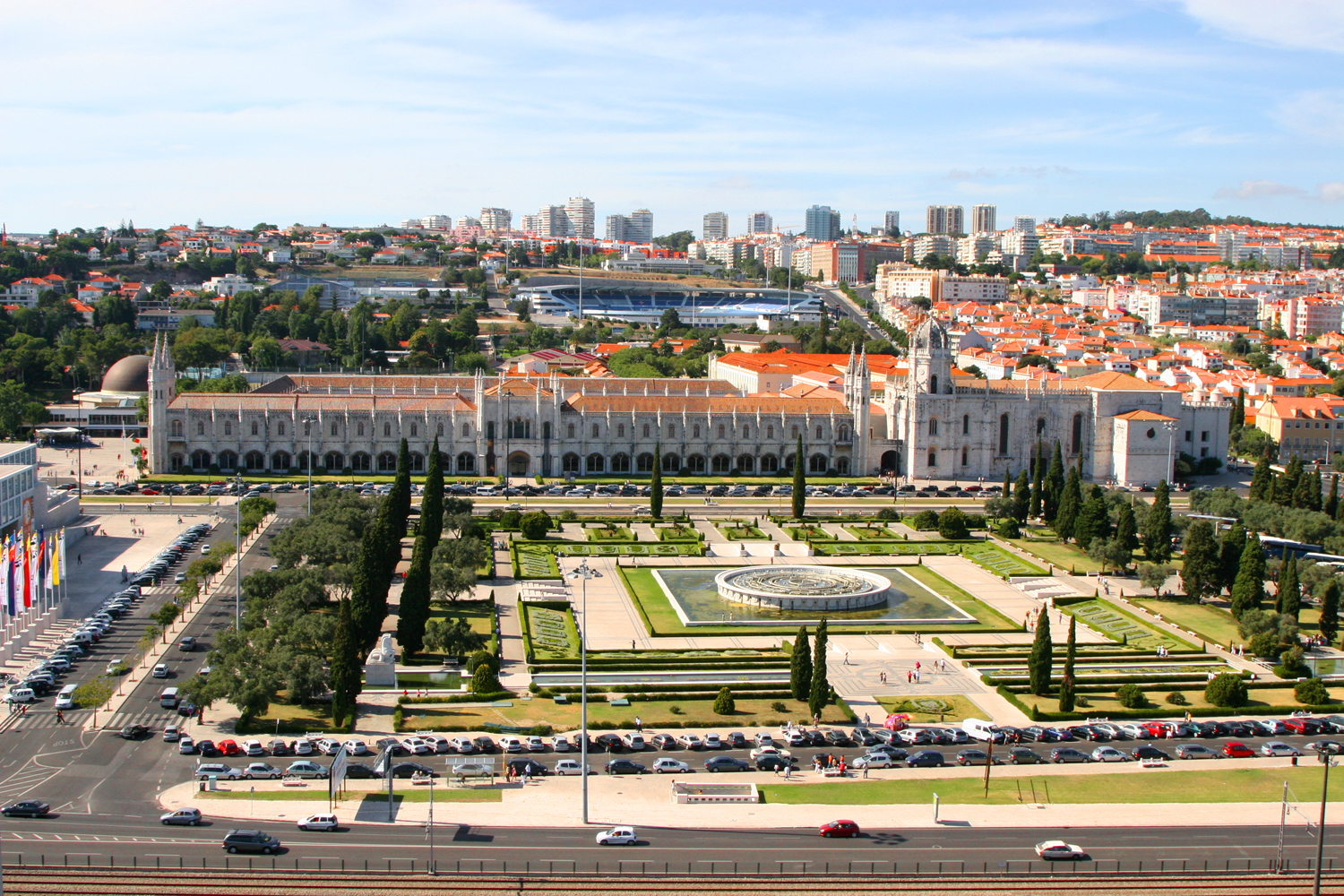
Praça do Império, em Belém.

O estilo foi duramente atacado por um grande número de arquitectos, que o acusaram de ser provinciano e desprovido de imaginação. A designação, pelo qual o estilo acabou por ser oficiosamente conhecido, "Português Suave", foi-lhe dada ironicamente pelos seus críticos, que o compararam a uma marca homónima de cigarros[carece de fontes?]. O maior golpe no estilo foi dado no I Congresso Nacional de Arquitectura de 1948, que levou a que, progressivamente fosse deixado de ser utilizado nas construções públicas e particulares. A partir de meados da década de 1950, as obras públicas promovidas pelo Estado Novo voltaram a privilegiar a arquitectura modernista.
Apesar das críticas dos intelectuais, o Estilo Português Suave revelou-se bastante popular, correspondendo ao gosto de muitos portugueses. As suas características, ainda que atenuadas, voltaram a estar presentes em inúmeros edifícios privados, sobretudo a partir da década de 1990.

## Características Gerais
Os edifícios típicos deste estilo constituíram um ponto de viragem no que diz respeito à construção civil nacional. O que até então tinha sido muito tradicionalista passou a contar com as mais recentes inovações técnicas internacionais. A introdução de novas e modernas técnicas de engenharia, tais como a utilização de estruturas em betão e o sistema de laje–pilar–viga, vieram revolucionar não só a maneira de construir, mas também a forma de pensar as construções. Os edifícios comuns, tal como a maioria das habitações, eram desenhados e concebidos por mestre-de-obras, não qualificados; a partir desta época, começaram a ser feitos progressos nesse sentido, atribuindo o trabalho de dimensionamento da estrutura a um técnico especializado. Contudo, todo este modernismo não era aceite da mesma forma que no resto da Europa, mais virada para o futuro e para a modernidade, pois o governo português da altura era muito puritano e conservador. Nessa medida a técnica moderna era disfarçada por elementos ornamentais clássicos, num gesto de obstrução cultural ao progressismo internacionalista.

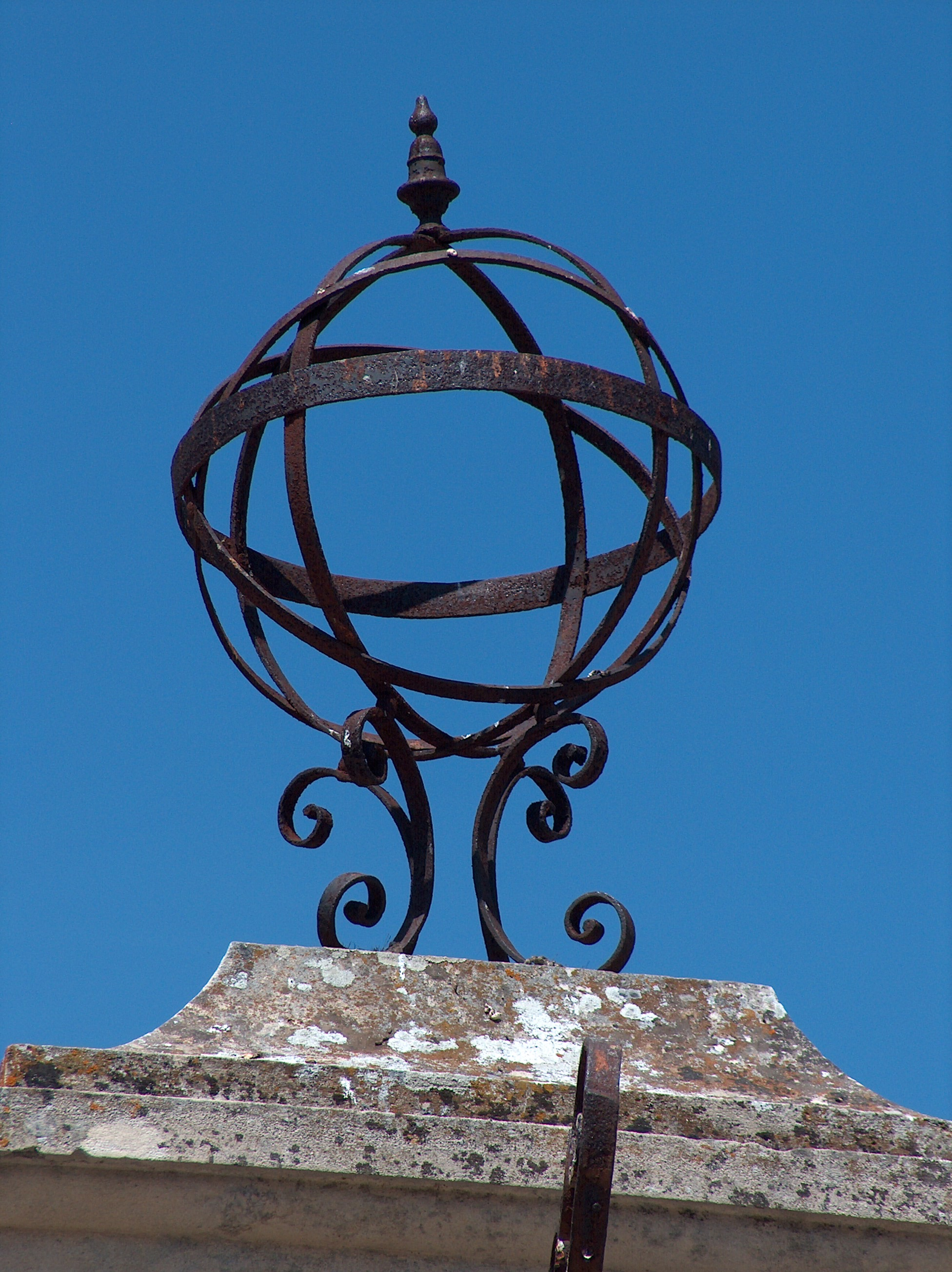
Esfera armilar.

Os elementos ornamentais presentes no estilo são retirados da arquitectura dos séculos XVII e XVIII e da arquitectura tradicional das várias regiões portuguesas. Estas inspirações vieram sobretudo dos estudos de Raul Lino. Tipicamente são utilizados elementos decorativos como pedra rusticada, socos, cunhais e guarnições de vãos em cantaria, tectos de águas inclinadas com beirais e telha vermelha, falsas cornijas, pináculos, pilastras em varandins, etc. É também comum a existência de arcadas e torreões de evocação medievalista com coruchéus (piramidais ou cónicos) rematados com esferas armilares (simbolizando o império), ou com cata-ventos, mais presente nas aldeias. As colunatas têm também um papel importante nos elementos arquitectónicos constituintes do edifício do Português Suave. A verticalidade desta, e o facto de repetirem ao longo da fachada, provocam um espaço de entrada bastante austero e forte; esta característica é aproveitada sobretudo nos edifícios de cariz administrativo e judicial (ministérios, tribunais, etc.) pelo papel que representavam no dia-a-dia da sociedade da época.

## Tipos Funcionais

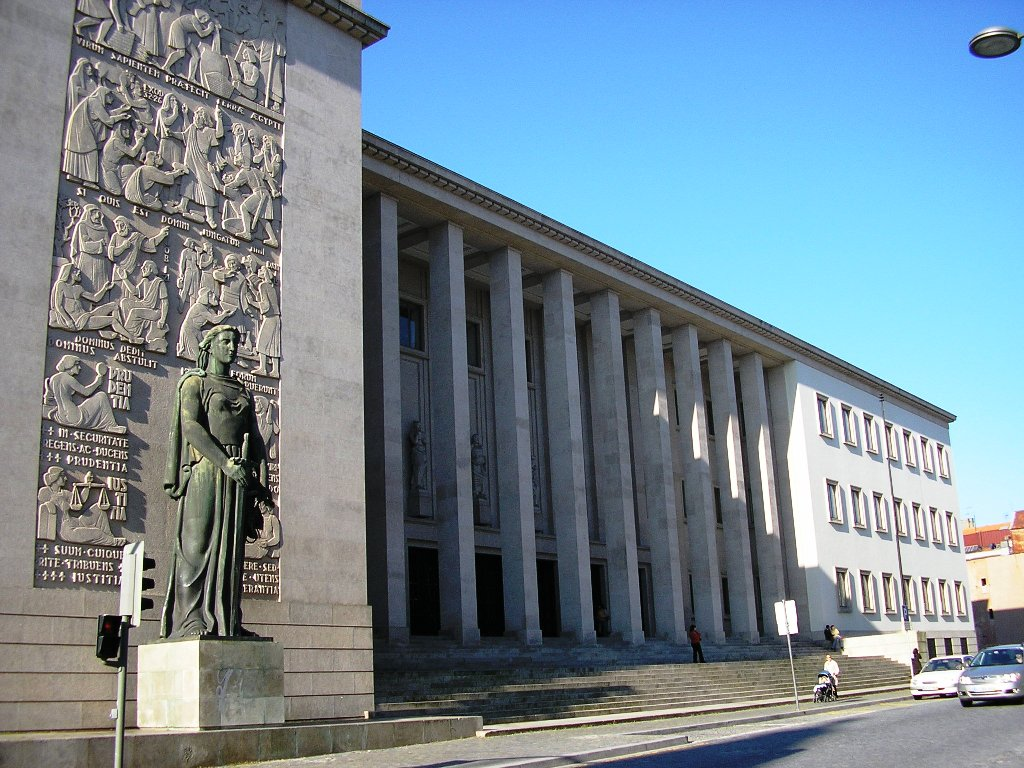
Palácio de Justiça do Porto.

### Palácios de Justiça
Este tipo de edifício é considerado, em conjunto com os Paços do Concelho, o "tipo nobre" do Português Suave. São normalmente caracterizados por uma volumetria dura, recorrendo a colunatas e grandes pórticos para assim impôr a sua monumentalidade. Existe uma preocupação simbólica de fazer associar à arquitectura destes edifícios a ideia de poder judicial (intrinsecamente ligado ao poder estatal) aliada a um espírito austero e clássico. Um bom exemplo das características descritas é o Palácio de Justiça do Porto (1961), onde as colunatas assumem um papel fundamental no que diz respeito à ideologia global que o edifício deve fazer transparecer; a austeridade e monumentalidade quase violentas fazem deste palácio da justiça um dos mais representativos deste tipo funcional.

### Paços do Concelho
Os edifícios das câmaras municipais fazem parte, em conjunto com os Palácios de Justiça, o "tipo nobre" do Português Suave. Comparando as duas tipologias, os Paços do Concelho são mais ecléticas, isto é, têm uma forma mais liberta, não tão presa às ideias de poder e austeridade dos edifícios judiciais (apesar de estar intimamente ligada a essas expressões). Têm também assciadas a elas uma temática mais histórica e nacionalista; por vezes existem nas fachadas, ou nos pórticos, painéis ilustrativos relativos a vários aspectos da vida do cidade tal como o trabalho ou a história da mesma. Um exemplo de câmara munipal deste estilo, apesar de não ser muito representativo, é o edifício da câmara municipal de Póvoa de Lanhoso; esse edifício está ligado ao domus local juntando pragmaticamente os dois edifícios nobres da vila.

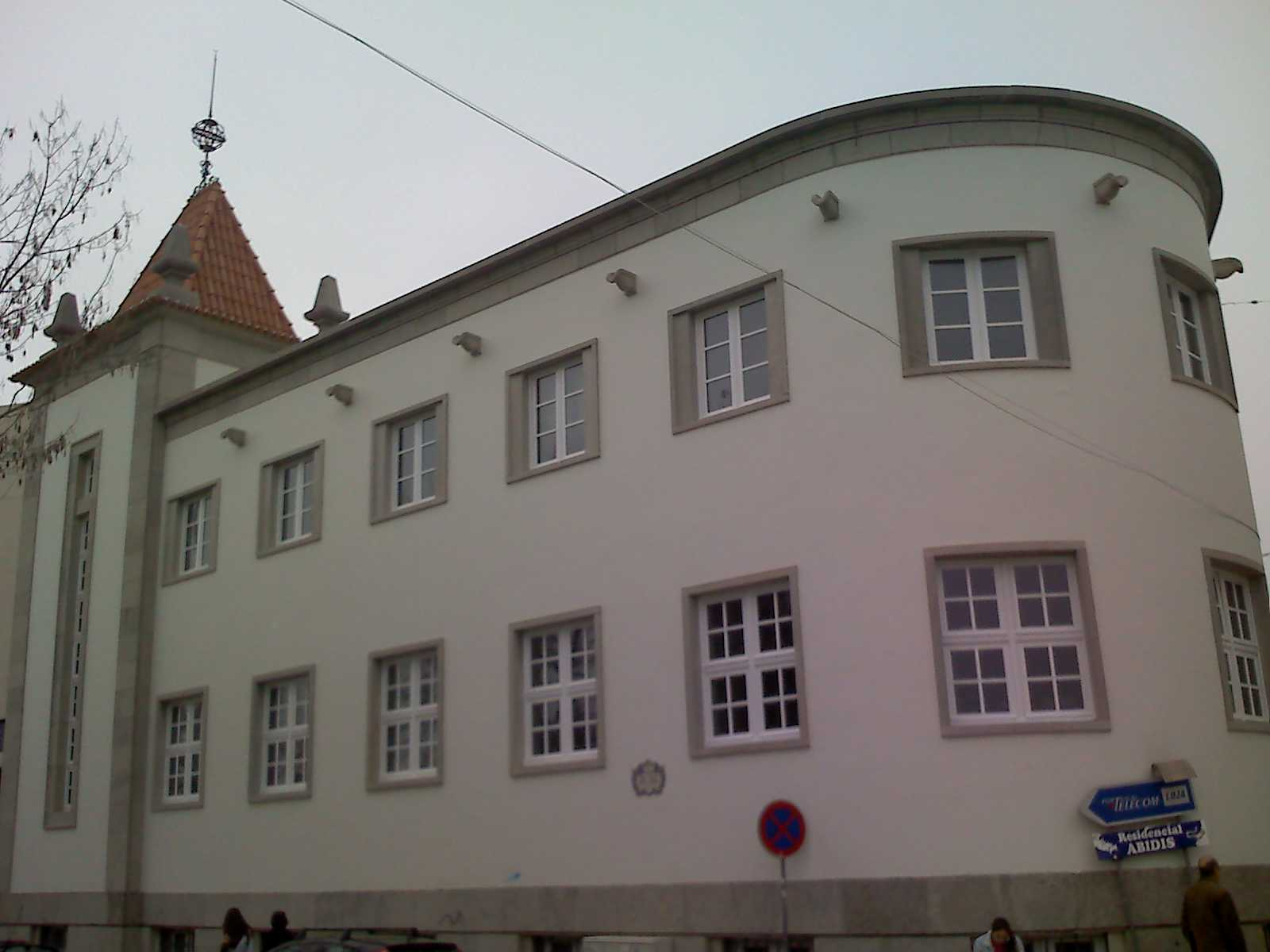
Agência da Caixa Geral de Depósitos em Santarém.

### Caixas Gerais de Depósitos e Créditos e Providência
Este tipo de edifício era fundamental na economia das cidades e vilas do país. Estavam normalmente situados no centro das localidades, para que o acesso fosse o mais rápido para qualquer habitante da zona. Eram construídos com o objectivo de parecerem bastante sólidos e resistentes, devido à natural sensação que deveriam fazer passar às populações, de que o dinheiro estava bem seguro. Existem várias tipologias por todo o território português; desde a faceta de solar urbano, à típica edificação clássica, com grandes torreões encimados por altos coruchéus. O edifício da caixa geral de depósitos de Santarém mostra bem o cariz austero, mas sóbrio, deste tipo funcional. A torre e as janelas altas dão ao público a tão necessária sensação de segurança que deve estar sempre associada a um edifício destes.

### Edifícios dos CTT
Os Correios, Telégrafos e Telefones constituem um caso especial na arquitectura desta época. O facto de ao longo das décadas de 30 e 40, um único arquitecto ter sido responsável por projectar e realizar estas obras, Adelino Nunes, deixou pouco espaço para grandes inovações técnicas e formais, reflectindo-se na fraca diversidade. Deste facto decorre a capacidade de se puder dividir as várias instalações construídas um pouco por todo o país, pois o número elevado de edifícios é inter-relacionável. Existem 3 tipos de níveis de edificações dos CTT:
- Nível simples - para povoações mais humildes, num estilo mais histórico-regionalista. Exemplo disso são os CTT de Fafe.
- Nível médio - para vilas com certa importância, ou pequenas cidades, num estilo mais moderno e inovador. As norte são caracterizados pelo granito e a sul pelas paredes caiadas. Dois exemplos, um para cada caso, são os Correios de Valença, a norte, os de Évora, a sul.
- Palácios dos Correios - para grandes cidades, num estilo ecléctico que mistura tanto o regionalismo, como a modernidade e a monumentalidade. O exemplo mais relevante deste tipo de edificação é o Palácio dos Correios em Lisboa.

### Escolas
As escolas primárias desta época enquadravam-se num projecto conhecido por Escolas dos Centenários de Rogério de Azevedo. O arquitecto elaborou um plano-tipo onde estava descrita a forma de construir o estabelecimento de ensino. Existiam pequenas variantes que tentavam de certa forma enquadrar os edifícios no panorama arquitectónico do local onde se encontravam; as escolas do sul eram caracterizadas pelos arcos e pelas paredes caiadas (a grande parte das casas no sul são caiadas desde os tempos da ocupação muçulmana), e a norte pelos alpendres e a utilização de granito.
Os liceus baseavam-se numa ideia bastante diferente das escolas primárias. Estes estavam instalados em grandes casarões com ares seiscentistas e setecentistas com grandes arcarias e coberturas em telhas. À semelhança das escolas primárias, a maioria destes edifícios era de educação mista; nessa medida, e segundo as ideias da época, os rapazes e raparigas frequentavam lados diferentes do estabelecimento, fazendo com que estas fossem simétricas. Algumas destas escolas estavam associadas a bairros, tal como a escola no bairro da Ajuda. No que diz repeito a universidades, como estas assumiam um tamanho muito mais amplo e dizem são tratados como conjuntos urbanos.

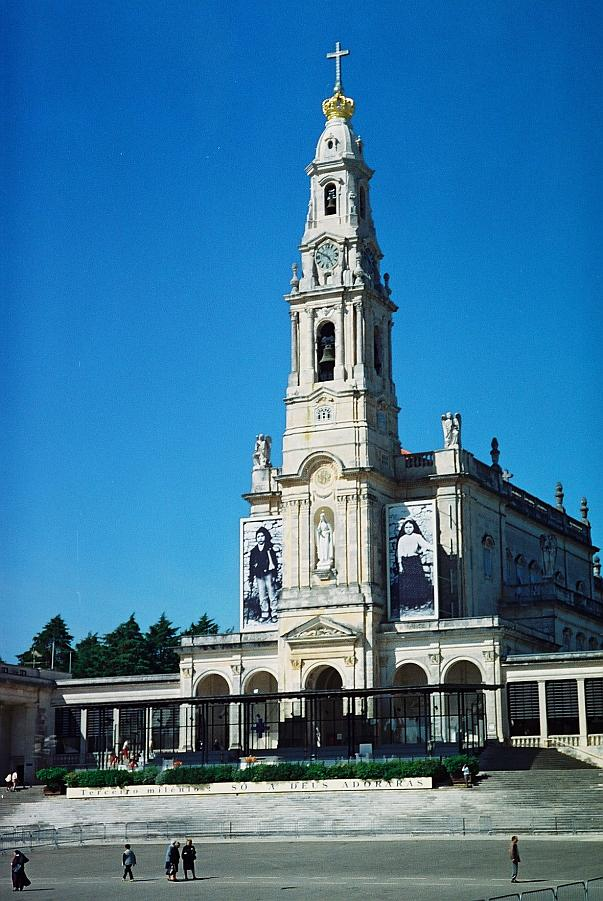
Basílica de Nossa Senhora do Rosário, em Fátima.

### Obras religiosas
O Santuário de Fátima, evocativo das aparições marianas da Cova da Iria, foi a mais grandiosa obra religiosa do regime. No geral, as igrejas cristãs-católicas construídas neste estilo eram estilizadas em betão. Uma obra ainda de salientar é o Santuário Nacional de Cristo Rei em Almada.

### Monumentos e Infra-estruturas
Havia uma procura por parte do Estado em afirmar-se a grande escala associado a necessidade de executar grandes obras de equipamento básico (água, esgotos, electricidade, rede viária). Como exemplos de monumento temos a Fonte Luminosa em Lisboa. Em termos de infra-estruturas há a barragem de Castelo de Bode e a Ponte 25 de Abril (Ponte Salazar inicialmente), que veio resolver um problema que desde o início do século precisava de solução — ligar as duas margens do Tejo.

### Habitação
A habitação constituiu uma das maiores problemáticas do Regime Salazarista na capital. A população lisboeta aumentava de ano para ano e houve a necessidade de construir locais para alojar toda essa gente. Esse processo foi abordado de várias maneiras dependendo do tipo de cliente. As habitações dividem-se em três categorias: prédios de rendimento e moradias unifamiliares ou geminadas, bairros sociais.
Os prédios de rendimento são volumes simétricos, onde se utilizam materiais tradicionais, pouco salientes e com fachadas lisas. Ao mesmo tempo apareceram edifícios do mesmo tipo mais progressistas na tecnologia utilizada (betão armado, sistema pilares-vigas-lajes), mas tradicionais na expressão arquitectónica que têm. Caracterizados pelos embasamentos em pedra, janelas enquadradas de peito, vãos de sacada com varanda em ferro forjado decorativo, coberturas telhadas (uso de coruchéus por vezes) e colunatas de pedra na fachada.
As moradias unifamiliares são tipicamente constituídas por uma ampla cobertura em telha com beiral, uma fachada pintada de branco ou cores claras, utilização de pedra nas molduras do vão, portadas de madeira normalmente pintadas de verde e um alpendre coberto ou avarandados com cobertura em telha. Por vezes há alguns trabalhos em azulejos ou cerâmica com motivos tradicionais, peças em ferro forjado (floreiras, cata-ventos e portões).
Os bairros sociais (ou conjuntos residenciais) eram grandes aglomerados organizados de "casas económicas" (ou de "Renda Económica") constituídos por casas unifamiliares, ou mais comummente, por casas geminadas. Os bairros sociais eram erguidos em zonas mais desqualificadas da cidade. O primeiro bairro, que serviu de protótipo dos bairros incluídos no projecto de Duarte Pacheco, Novos Bairros, foi o Bairro Salazar, mais conhecido por Bairro do Alvito (1938). À parte dos bairros de casas económicas surgiram também bairros elementares como, por exemplo, o Bairro do Alto da Serafina; e também bairros de casas pré-fabricados, tal como o Bairro de Caselas e concluíram-se os bairros que ficaram inacabados durante a I República como, por exemplo, o Bairro do Arco do Cego.

## Principais autores
- Adelino Nunes
- Carlos Ramos
- Carlos Rebello de Andrade
- Cassiano Branco
- Cottinelli Telmo
- Cristino da Silva
- Guilherme de Rebello Andrade
- João Simões
- Jorge Segurado
- Keil do Amaral
- Pardal Monteiro
- Paulino Montez
- Raul Rodrigues Lima
- Rogério de Azevedo
- Vasco Regaleira
- Veloso Reis Camelo

## Construção de frentes urbanas

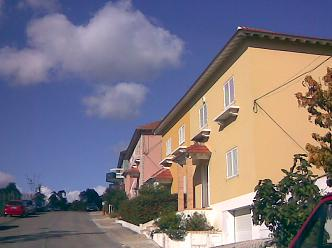
Casas típicas do Bairro da Encarnação.

Entre 1930 e 1940 Duarte Pacheco lança um extenso programa de construção de frentes urbanas, a fim de evitar um crescimento desordenado da cidade de Lisboa e, a proliferação de arquitectura de má qualidade. Foi traçado um primeiro plano que pretendia alojar milhares de lisboetas na periferia da cidade; foi desenhado, por Paulino Montez um bairro pioneiro entre a Tapada da Ajuda e Alcântara que teria o nome de Salazar. A geometria simétrica dos arruamentos e a organização dos vários espaços: habitação, equipamentos e espaços verdes eram as principais características deste bairro. As casas eram na sua maioria geminadas, havendo também alguns pequenos prédios. Os terraços planos representavam bem a inspiração moderna cubista do arquitecto. Contudo, o gosto neo-tradicional geral reconverteu essas coberturas em telhados típicos de telha. A partir deste, surgiram até aos anos 40, mais oito bairros com as mesmas características, sendo o mais importantes a Encarnação e Madre de Deus.
Durante os anos 40 e 50, realizaram-se, no extremo poente de Lisboa, Restelo, dois tipos de urbanização residencial: vivendas modestas e grandes moradias de luxo. Parte delas, profundamente inspiradas na tipologia de Casa Portuguesa de Raul Lino.

## Exposição do Mundo Português
Em 1940, Duarte Pacheco, foi posto à prova na Exposição do Mundo Português, que teve um papel profundamente ideológico na vida nacional e da capital do Império. Animada por Pacheco e dirigida por Cottinelli Telmo foi uma brilhante empresa de todas as artes. Para além do seu impacto na vida da cidade, espectadora duma arquitectura precária de festa, a exposição acarretou transformações na Praça do Império e, um plano de grandes construções oficiais. A Exposição do Mundo Português incluía pavilhões temáticos relacionados com a história, actividades económicas, cultura, regiões e territórios ultramarinos de Portugal.